# جاين آدامز
جاين آدامز (بالإنجليزية: Jane Adams)‏ (و. 1965 – م) هي ممثلة مسرحية، وممثلة أفلام، وممثلة تلفزيونية، من الولايات المتحدة الأمريكية، ولدت في واشنطن العاصمة.

## التعليم
تعلمت في مدرسة جوليارد، وجامعة واشنطن.

## جوائز
حصلت على جوائز منها:
- جائزة توني لأفضل ممثلة بارزة في مسرحية [الإنجليزية]‏ (1994)
- جائزة المسرح العالمي (1991).[2]

## وصلات خارجية
- جاين آدامز على موقع IMDb (الإنجليزية)
- جاين آدامز على موقع ألو سيني (الفرنسية)
- جاين آدامز على موقع أول موفي (الإنجليزية)
- جاين آدامز على موقع قاعدة بيانات برودواي على الإنترنت (الإنجليزية)
- جاين آدامز على موقع قاعدة بيانات الأفلام السويدية (السويدية)
- جاين آدامز على موقع إن إن دي بي (الإنجليزية)
- جاين آدامز على موقع قاعدة بيانات الفيلم (الإنجليزية)
- جاين آدامز على موقع كينوبويسك (الروسية)